# منتخب الفلبين للكرة اللينة للرجال
منتخب الفلبين للكرة اللينة للرجال هو ممثل الفلبين الرسمي في المنافسات الدولية في الكرة اللينة .